# El sexo de los ángeles
El sexo de los ángeles (tj. Pohlaví andělů) je španělský hraný film z roku 2012, který režíroval Xavier Villaverde. Film zachycuje milostný trojúhelník mladých lidí v Barceloně. Snímek měl světovou premiéru na Mezinárodním filmovém festivalu v Miami 4. března 2012.

## Děj
Bruno studuje na univerzitě a žije s přítelkyní Carlou, která pracuje jako fotografka v nezávislém časopise. Bruno jednoho dne sleduje na pláži představení street dance, při kterém ho chce okrást pouliční zloděj, je při tom zraněn a jeden z tanečníků Rai mu pomůže. Skamarádí se a Rai vůči Brunovi projevuje náklonnost, kterou Bruno opětuje. Když na jejich vztah Carla náhodou přijde, je zdrcená. Bruno se na čas přestěhuje k Raiovi, ale opět se vrátí. Carla se nesnadno vyrovnává s tím, že Bruno udržuje současně vztah s Raiem. Sama proto Raie svede, ale zamiluje se do něj. Rai se rozhodne odejet z města. Bruno zjistí, že Carla má také poměr s Raiem, což je pro něho nepřijatelné. Nakonec všichni tři žijí ve společné domácnosti.

## Obsazení
| Álvaro Cervantes         | Rai         |
| Àstrid Bergès-Frisbeyová | Carla       |
| Llorenç González         | Bruno       |
| Lluïsa Castell           | matka Carly |
| Marc García-Coté         | Adrián      |
| Ricard Farré             | Oscar       |
| Sonia Méndez             | Marta       |
| Julieta Marocco          | María       |
| Marc Pociello            | Dani        |